# أنصار الإسلام
انصار الإسلام في كردستان او اختصاراً أنصار الإسلام، هي جماعة إسلامية سلفية كردية في اقليم كردستان تدعو إلى تطبيق الشريعة الإسلامية، كانت جماعة أنصار الإسلام قبل احتلال الجيش الأمريكي للعراق في 2003 تسيطر على مجموعة من المدن الصغيرة والقرى في اقليم كردستان قرب سلسلة الجبال التي تفصل حدود العراق مع إيران وكان لهذه الجماعة خلافات عقائدية دينية و‌صراعات مسلحة مع الاتحاد الوطني الكردستاني الذي يتزعمه الرئيس العراقي السابق جلال طالباني والحزب الديمقراطي الكردستاني الذي يقوده مسعود بارزاني.
جماعة أنصار الإسلام محسوبة على التيار الإسلامي السلفي وتتبنى العمل المسلح الذي ينسب للإسلام والجهاد. وفي مطلع عام 2003، اتخذت الجماعة السلفية الكردية المنطقة الشمالية من العراق والمتاخمة للحدود الإيرانية معسكرات ومراكز تدريب. يرد اسمها ضمن تقرير وزارة الخارجية الأميركية عن الإرهاب في 27 إبريل 2005.
في 29 أغسطس 2014، أعلن 50 من أعضاء وقيادي أنصار الإسلام عن انضمامهم إلى داعش بشكل فردي، لكن بعض عناصر جماعة أنصار الإسلام واصلوا معارضة الانضمام إلى داعش واستمروا في العمل بشكل مستقل. كان أبو خطاب الكردي من بين الذين تركوا جماعة أنصار الإسلام للانضمام إلى داعش، وأصبح فيما بعد قيادياً بارزاً لداعش، ظهرت مجموعة مسلحة كردية لم تكن معروفة من قبل تستخدم الأعلام البيضاء في العراق في عام 2017، قال مسؤولو الأمن والمخابرات العراقيون بأن هذه جماعة منشقة عن أنصار الإسلام وتدعى الرايات البيضاء، والتي ورد أنها تتألف من أعضاء سابقين في تنظيم داعش، وأعضاء من جماعات كردية أخرى، لا تزال تضم مئات المقاتلين العاملين في جبال حمرين وتنشط تحديداً في منطقة طوز خورماتو.

## أصل التسمية
واسمهم الرسمي هو «أنصار الإسلام في كردستان»، لكن يُطلق عليهم اختصارًا اسم «أنصار الإسلام» حصلت الجماعة على لقب «طالبان الكردية» لأنها تتكون من الأكراد الذين قاتلوا مع طالبان في أفغانستان، ولتشابههم مع حركة طالبان في تأسيس كلاهما دولة إمارات إسلامية في ظل حكم قانون الشريعة الإسلامية، كلا المقاتلين كانا إسلاميين لكن كل منهم له نوع من القومية طالبان من البشتون، والأنصار من الكرد.

## تاريخ

### نشوء الجماعة وبداياتها
تسعى جماعة أنصار الإسلام إلى إقامة «دولة إسلامية» بموجب الشريعة الإسلامية، فضلاً عن الحصول على «الحقوق المشروعة» للأكراد والحفاظ عليها، تشكلت جماعة أنصار الإسلام في سبتمبر2001 من اندماج جند الإسلام بقيادة أبو عبد الله الشافعي وجماعة منشقة عن الحركة الإسلامية الكردستانية بقيادة الملا كريكار، أصبح الملا كريكار زعيم جماعة أنصار الإسلام، التي عارضت الاتفاق المبرم بين الجماعات الكردية المهيمنة على المنطقة، قامت الجماعة فيما بعد بالولاء لتنظيم القاعدة وزُعم أنها تلقت أموالاً مباشرة منهم، ضمت جماعة أنصار الإسلام في البداية قرابة 300 رجل، العديد منهم من قدامى المحاربين الأكراد في الجهاد من الحرب السوفيتية الأفغانية، حققت المجموعتان المنشقتان بعض النجاحات المبكرة في ميدان المعركة في نفس الشهر عندما قتلت 42 مقاتلاً من الاتحاد الوطني الكردستاني والبيشمركة في كمين محكم، مما أدى بهم إلى جذب المزيد من الرجال إلى الحركة، في 10 ديسمبر2001، أصبحت الجماعة تعرف باسم أنصار الإسلام، في فترة أنشاء إمارة بيارة الإسلامية بالقرب من الحدود الإيرانية، كانت هناك مزاعم عن دعم لوجستي قوي من إيران، تعود جذور أنصار الإسلام إلى منتصف التسعينيات، قبل وقت قصير من هجمات الحادي عشر من سبتمبر، قام قادة العديد من الفصائل الإسلامية الكردية بزيارة قيادة القاعدة في أفغانستان للتخطيط لإنشاء حجر أساس للقاعدة في شمال العراق، وذكرت وثيقة عثر عليها في كابل أن هدف الجماعة هو «طرد اليهود والمسيحيين من كردستان والانضمام إلى طريق الجهاد، وحكم كل قطعة أرض بالشريعة الإسلامية»، وهذا ما أكدته صحيفة لوس أنجلوس تايمز أيضًا، بناءً على مقابلات مع أحد سجناء الأنصار، والتي ذكرت أنه في أكتوبر2000، أرسل القادة الإسلاميون الأكراد جهاديين إلى معسكرات أسامة بن لادن، وتلقوا رسالة من بن لادن مفادها أنه يجب على جميع الجماعات الإسلامية الكردية الاتحاد في مجموعة واحدة.

### الفترة حتى حرب العراق
أعلنت جماعة أنصار الإسلام عند تأسيسها الجهاد ضد جميع الأحزاب السياسية العلمانية في كردستان العراق، وطوال عام 2002، نفذت أنصار الإسلام الهجمات على تلك الجماعات الكردية وقامت بالعديد من الاغتيالات، لا سيما ضد أعضاء رفيعي المستوى من الاتحاد الوطني الكردستاني، فضلاً عن خوض معارك ومناوشات مع الاتحاد الوطني الكردستاني، سمحت الهجمات لأنصار الإسلام بالسيطرة على بعض المناطق في شمال شرق العراق، وانشاء ما يسمى إمارة بيارة الإسلامية في مدينة حلبجة، في ظل مؤسسها الملا كريكار، وتم تطبيق الشريعة الإسلامية من خلال تدمير المحلات التجارية التي اعتبرتها مخالفة للإسلام، وقطع رؤوس من اعتبروهم مرتدين.
في إمارة بيارة الإسلامية، خضعت القرى لقوانين الشريعة الإسلامية. دُمِّرت الآلات الموسيقية، وحُرم الغناء، مع السماح بالأناشيد، وأصدرت جماعة أنصار الإسلام العديد من الأناشيد باللغة الكردية، لم يُسمح للفتيات بالتعليم، ودُمرت مدرسة البنات الوحيدة في المنطقة، وأزيلت جميع صور النساء من ملصقات الإعلانات، تم تدنيس الأضرحة الصوفية واضطرت الأقلية الدينية إلى اعتناق الإسلام أو الفرار، كما يزعم سجناء سابقون في الجماعة أن جماعة أنصار الإسلام تستخدم التعذيب والضرب المبرح بشكل روتيني عند استجواب السجناء، كما وردت أنباء عن قطع رؤوس سجناء.
في أواخر عام 2001 وأوائل عام 2002، تلقت أنصار الإسلام تدفقات من المتطوعين الجهاديين الأجانب الفارين من أفغانستان بعد غزو أفغانستان عام 2001، استفادت من الأعداد الكبيرة واستخدمتها للدفاع بشكل أفضل ضد الاتحاد الوطني الكردستاني، وكان أحد الجهاديين الأجانب أبو مصعب الزرقاوي الذي مكث معهم لفترة قصيرة.
قبل الغزو الأمريكي للعراق عام 2003، دخلت فرق شبه عسكرية من وحدة النشاطات الخاصة والفرقة العاشرة من القوات الخاصة التابعة للجيش الأمريكي وتعاونت مع الاتحاد الوطني الكردستاني لمهاجمة أنصار الإسلام، أطلقوا معًا عملية فايكنك هامر في مارس 2003 والتي وجهت ضربة كبيرة للجماعة أسفرت عن مقتل عدد كبير من أنصار الإسلام وأتهام الجماعة بامتلاك منشأة أسلحة كيميائية محتملة في سرغات، وكذلك نهاية الإمارة الإسلامية بيارة بعد العملية، وزار حوالي خمسة عشر مراسلاً بما في ذلك نيويورك تايمز ولوس أنجلوس تايمز وآي بي سي وبي بي سي مدينة سارغات، بحثوا في موقع آخر كان من المفترض أن يكون مصنعًا للأسلحة الكيميائية، والذي تحدث عنه كولن باول، لم يجدوا شيئًا سوى الاستوديو الذي تستخدمه أنصار الإسلام في دعاية والأعلام.

### حرب العراق
في سبتمبر2003، أعلن أعضاء أنصار الإسلام، الذين فروا إلى إيران بعد العملية الأمريكية المشتركة ضدهم عام 2003، عن إنشاء جماعة تسمى جماعة أنصار السنة، والتي كانت في الغالب من العرب ومخصصة لطرد الجيش الامريكي من العراق، أصبحت أنصار السنة جماعة متمردة بارزة نشطة فيما يسمى بالمثلث السني، وتقوم بعمليات خطف وتفجيرات انتحارية وحرب العصابات.
في تشرين الثاني 2007، أقرت جماعة أنصار السنة بأنها منبثقة عن أنصار الإسلام، وذهبت لفترة وجيزة لاستخدام هذا الاسم، قبل تغييره إلى أنصار أهل السنة.

### انسحاب الولايات المتحدة
ظلت جماعة أنصار الإسلام نشطة بعد انسحاب القوات الأمريكية من العراق عام 2011، حيث شاركت في التمرد ضد الحكومة المركزية العراقية، وأعلنت الجماعة مسؤوليتها عن شن هجمات ضد قوات الأمن العراقية، لا سيما حول الموصل وكركوك.

### الحرب الأهلية السورية
أقامت جماعة أنصار الإسلام وجودًا لها في سوريا للمشاركة في الحرب الأهلية السورية، تحت اسم «أنصار الشام»، لاحقًا باسمها. تعاونت المجموعة مع كتائب أحفاد الرسول في قصف مجمعات عسكرية سورية في دمشق في أغسطس 2012. كما لعبت دورًا في معركة حلب وتعاونت مع العديد من الجماعات السلفية الأخرى بما في ذلك جبهة النصرة والجبهة الإسلامية. ظلت جماعة أنصار الإسلام تعمل إلى أن انضم العديد من كبار القادة إلى داعش.
في عام 2016، قاتلوا إلى جانب جبهة النصرة خلال هجوم كبير على المدينة. وبحسب ما ورد قُتل القائد العسكري للجماعة، أبو ليث التونسي، في القتال أثناء هذه العملية، على الأرجح في جنوب غرب حلب. بحلول يوليو 2018، كان فصيل أنصار الإسلام السوري نشطًا في محافظة اللاذقية، حيث اقتحم مواقع محلية للجيش السوري. بعد الاتفاق التركي الروسي على نزع سلاح إدلب في سبتمبر 2018، انضم الفرع السوري من جماعة أنصار الإسلام إلى غرفة عمليات وحرض المؤمنين مع مجموعات أخرى مرتبطة بالقاعدة لمواجهة أي محاولات نزع السلاح في شمال غرب سوريا.

### عودة الظهور في العراق

#### طالع ايضًاالرايات البيضاء
بعد هزيمة داعش واستعادة طوز خورماتو على يد الحشد التركماني وقوات الحشد الشعبي خلال النزاع العراقي-الكردي 2017، تعرضت المدينة ومحيطها لهجمات صاروخية شبه يومية من قبل فصيل إسلامي استخدم العلم الأبيض برأس أسد. ورد أن هذه الجماعة تدعى «الرايات البيضاء»، وقائدها عاصي القوالي، تتكون من مسلحين أكراد إسلاميين ومقاتلين سابقين في تنظيم الدولة الإسلامية والحزب الديمقراطي الكردستاني الذين ادعوا أنهم يقاتلون من أجل «تحرير الأراضي الكردية التي تحتلها الميليشيات الشيعية المدعومة من إيران». قال مسؤولو الأمن والمخابرات العراقيون إن تقارير المخابرات قد تقول من المحتمل أن هذه المجموعة الجديدة منظمة واجهة لجماعة أنصار الإسلام، التي ورد أنها لا تزال تضم مئات المقاتلين في جبال حمرين. في 30 أكتوبر 2019، أعلنت جماعة أنصار الإسلام مسؤوليتها عن هجوم بعبوة ناسفة استهدفت سيارة لقوات الحشد الشعبي في محافظة ديالى شمال شرقي العراق.

## قضية جمع الأموال السويدية
قام علي برزنجي وفرمان عبد الله، ولديهم كشك فلافل في ستوكهولم، بجمع الأموال لما زعم أنه أطفال فقراء ومسلمون. ثم تم تحويل الأموال، باستخدام نظام الحوالة. أُبلغ جهاز الأمن السويدي في عام 2002 أن أشخاصًا في السويد قاموا بتحويل أموال إلى أنصار الإسلام. في 19 أبريل 2004، قُبض على علي برزنجي وفرمان عبد الله مع كردي آخر من العراق، يدعى شاهو شهاب، وبلال رمضان لبناني المولد. تم الإفراج عن بلال رمضان في سبتمبر بعد أن وجدت المحكمة أنه لا توجد أدلة كافية لإبقائه رهن الاحتجاز. وأطلق سراح شاهو شهاب في ديسمبر ايضاً بعد أن قررت الحكومة ترحيله إلى العراق. لكن بما أن شاهو شهاب كان تحت خطورة أن يطبق به احكام الإعدام في العراق، فلم يتم الترحيل. في شقة فرمان عبد الله، عثرت الشرطة على رسالة من رجل ادعى أنه على اتصال بأبو مصعب الزرقاوي، زعيم القاعدة في العراق، وكذلك دليل مفصل عن كيفية فهم اللغة المشفرة. في 12 مايو 2005، أدين فرمان عبد الله وعلي برزنجي بتهمة "التخطيط لجرائم إرهابية والتخطيط لدمار عام من قبل محكمة ستوكهولم. قالت محكمة ستوكهولم إن الأثنين حولا اموالاً تقدر بمليون كرونا سويدية إلى جماعة أنصار الإسلام. ووفقًا للمحكمة، كان هناك دليل قوي على أن الأموال التي تم جمعها كان لها غرض محدد هو تمويل الهجمات الإرهابية. في التسجيلات، استخدم فرمان عبد الله وعلي برزنجي لغة مشفرة لوصف الهجمات. علي برزنجي، الذي كان العقل المدبر بحسب المحكمة، حكم عليه بالسجن سبع سنوات، وفرمان عبد الله ست سنوات. فيما بعد خفضت محكمة استئناف الأحكام إلى خمس سنوات على علي برزنجي وأربع سنوات ونصف على فرمان عبد الله. وقد رُفض الاستئناف أمام المحكمة العليا. وكلاهما سيتم ترحيلهما إلى العراق بعد أن أمضيا عقوبتهما في السويد. كانت إدانة علي برزنجي وفرمان عبد الله أول إدانة منذ أن دخل التشريع السويدي الجديد للإرهاب حيز التنفيذ في 1 يوليو 2003. كما كانت أول إدانة على الإطلاق في أوروبا الغربية لأشخاص يمولون الإرهاب.

## القادة
كان أول زعيم لأنصار الإسلام أبو عبد الله الشافعي حتى بعد 11 سبتمبر 2001 بقليل، حل الملا كريكار في عام 2001 محل الشافعي كزعيم لأنصار الإسلام، وأصبح الشافعي نائبه.
في 15 ديسمبر 2011، أعلنت جماعة أنصار الإسلام زعيمًا جديدًا وهو أبو هاشم الإبراهيم. ونشر أبو الوليد السلفي تدوينة عن الجماعة على موقع تويتر في نوفمبر 2015، ورد فيها أن «عددًا من قيادات الجماعة، من بينهم أبو هاشم الإبراهيم، أمير الجماعة، اعتقلوا مطلع عام 2014». والمقال لم يذكر إي زعيم جديد للجماعة.

## العلاقة مع القاعدة
تم تدريب أحد قادة أنصار الإسلام، أبو عبد الله الشافعي، على يد القاعدة أثناء إقامته في أفغانستان. وأبو عبد الرحمن، وهو شخصية قيادية مبكرة أخرى في أنصار الإسلام، الذي قُتل في أكتوبر 2001، من قبل الولايات المتحدة لصلاته بالقاعدة. في تقرير بتاريخ 31 يوليو 2002، وصرحت وكالة استخبارات الدفاع الأمريكية إلى أن «أنصار الإسلام منظمة مستقلة تتلقى المساعدة من القاعدة، لكنها ليست فرعاً لها».
في أوائل عام 2003، كان أقل من 10 في المائة من الأفراد في أنصار الإسلام أعضاء في كل من طالبان والقاعدة. والمعلومات حول الشافعي وعبد الرحمن، دفعت كولن باول في يناير 2003 إلى الادعاء بوجود روابط بين أنصار الإسلام والقاعدة، وأن الولايات المتحدة كانت تستعد لكشف النقاب عن أدلة جديدة عن هذا الأمر.
نفى الملا كريكار في يناير 2003 صلات أنصار الإسلام بالقاعدة. وأكد الخبير الأمريكي في شؤون الإرهاب روهان جوناراتنا، الذي دعم الملا كريكار ضد المزاعم التي تتحدث على أن أنصار الإسلام على علاقة بصدام حسين، وأن جماعة أنصار الإسلام لها صلات بالقاعدة. وفي مارس - أبريل 2003، احتج الملا كريكار مرة أخرى على مثل هذه الاتهامات، وقال لصحيفة الحياة إنه كان على اتصال بالحكومة الأمريكية قبل 11 سبتمبر 2001، وأن لديه «أدلة دامغة ضد الأمريكيين» وأنه على استعداد للإفراج عنها إذا زعمت الولايات المتحدة أنه مرتبط شخصياً بالإرهاب أو القاعدة.

## الهجمات
في 18 فبراير 2001، اغتال أربعة أعضاء أكراد من أنصار الإسلام فرانسو حريري بينما كان في طريقه إلى العمل. كانت محاولتان سابقتين لاغتياله في أربيل عامي 1994 و1997 في نفس المكان والشارع، لكنه هرب من كليهما. في 22 مارس 2003 فجرت جماعة أنصار الإسلام سيارة مفخخة فقتلت الصحفي الأسترالي بول موران وعدة أشخاص آخرين. كما اتهمت المجموعة بمحاولة تفجير مكتب وزارة الدفاع الأمريكية في أربيل في 9 سبتمبر 2003، مما أدى إلى مقتل ثلاثة أشخاص. في 1 فبراير 2004 وقعت تفجيرات انتحارية في احتفالات العيد التي رتبها الحزبان الكرديان الرئيسيان، الاتحاد الوطني الكردستاني والحزب الديمقراطي الكردستاني، في العاصمة الكردية أربيل، مما أسفر عن مقتل 109 وإصابة أكثر من 200 من المحتفلين. وأعلنت جماعة أنصار السنة مسؤوليتها عنها وقالت إن الدافع هو نصرة «إخواننا في أنصار الإسلام». في نوفمبر 2008، تلقى رئيس أساقفة في الموصل تهديدًا موقعًا من «أنصار الإسلام»، يحذر جميع المسيحيين لمغادرة العراق وإلا سوف يُقتلون. وكان هجوم آخر هو طعن ضابط شرطة في برلين في 17 سبتمبر 2015 على يد رفيق يوسف، أحد عناصر أنصار الإسلام.